# Srđan Lakić
Srđan Lakić (auch Srdjan Lakić; * 2. Oktober 1983 in Dubrovnik, SR Kroatien, SFR Jugoslawien) ist ein ehemaliger kroatischer Fußballspieler. Er war in Kroatien, in den Niederlanden und in Deutschland aktiv und beendete im Sommer 2016 seine Karriere.

## Verein

### Die Anfänge
Lakić begann als Zehnjähriger beim NK Dubrovnik mit dem Fußballspielen. Er ging mit 15 Jahren zu Hajduk Split und blieb dort zwei Jahre. Der Stürmer begann seine Profikarriere beim NK GOŠK Dubrovnik und spielte bis 2005 bei NK Hrvatski dragovoljac. Anschließend ging er für eine Saison zu NK Kamen Ingrad.

### Hertha BSC
Zur Saison 2006/07 unterschrieb Lakić einen bis 2009 laufenden Vertrag bei Hertha BSC. Am 13. August 2006 (1. Spieltag) spielte er erstmals in der Bundesliga bei einem 0:0 beim VfL Wolfsburg. Über ein Leihgeschäft war er ab 31. August 2007 für den niederländischen Erstligisten Heracles Almelo spielberechtigt.

### 1. FC Kaiserslautern
Zur Saison 2008/09 wechselte er zum Zweitligisten 1. FC Kaiserslautern, für den er in seinem ersten Pflichtspiel in der 1. Hauptrunde des DFB-Pokal-Wettbewerbs (1:2-Niederlage beim FC Carl Zeiss Jena) seinen ersten Treffer erzielte. Er wurde in seinem ersten Jahr zweitbester Torschütze der Pfälzer. Auch eine zweimonatige Zwangspause wegen einer Fersenverletzung zu Beginn der Spielzeit 2009/10 brachte ihn nicht aus dem Tritt und mit sieben Treffern trug er dazu bei, dass die Lauterer am Ende der Spielzeit als Meister in die Bundesliga aufstiegen.
Am 21. August 2010 (1. Spieltag) beim 3:1-Sieg im Auswärtsspiel beim 1. FC Köln erzielte er seine ersten beiden Bundesligatreffer; in der Hinrunde kam er auf insgesamt elf Tore. In der Rückrunde folgte allerdings eine längere Zeit ohne Torerfolg mit mäßigen Leistungen. Verbunden mit dem Umstand, dass bereits im Januar sein Wechsel nach Saisonende zum VfL Wolfsburg mit einem Foto Lakićs im Trikot des VfL bekanntgegeben worden war, führte dies zu einem Konflikt mit einem Teil der Lauterer Fans, der aber wieder bereinigt wurde. In der Endphase der Saison zeichnete sich Lakić dann auch noch mehrere Male als Torschütze aus.
Zu Beginn der Saison 2009/10 wurde Lakić von Trainer Marco Kurz gemeinsam mit Martin Amedick zum Mannschaftskapitän ernannt. Allerdings trug Amedick die Kapitänsbinde, da auf dem Spielberichtsbogen nur ein Kapitän eingetragen werden darf. Diese Regelung hatte auch nach dem Bundesligaaufstieg 2009/10 Bestand.

### VfL Wolfsburg

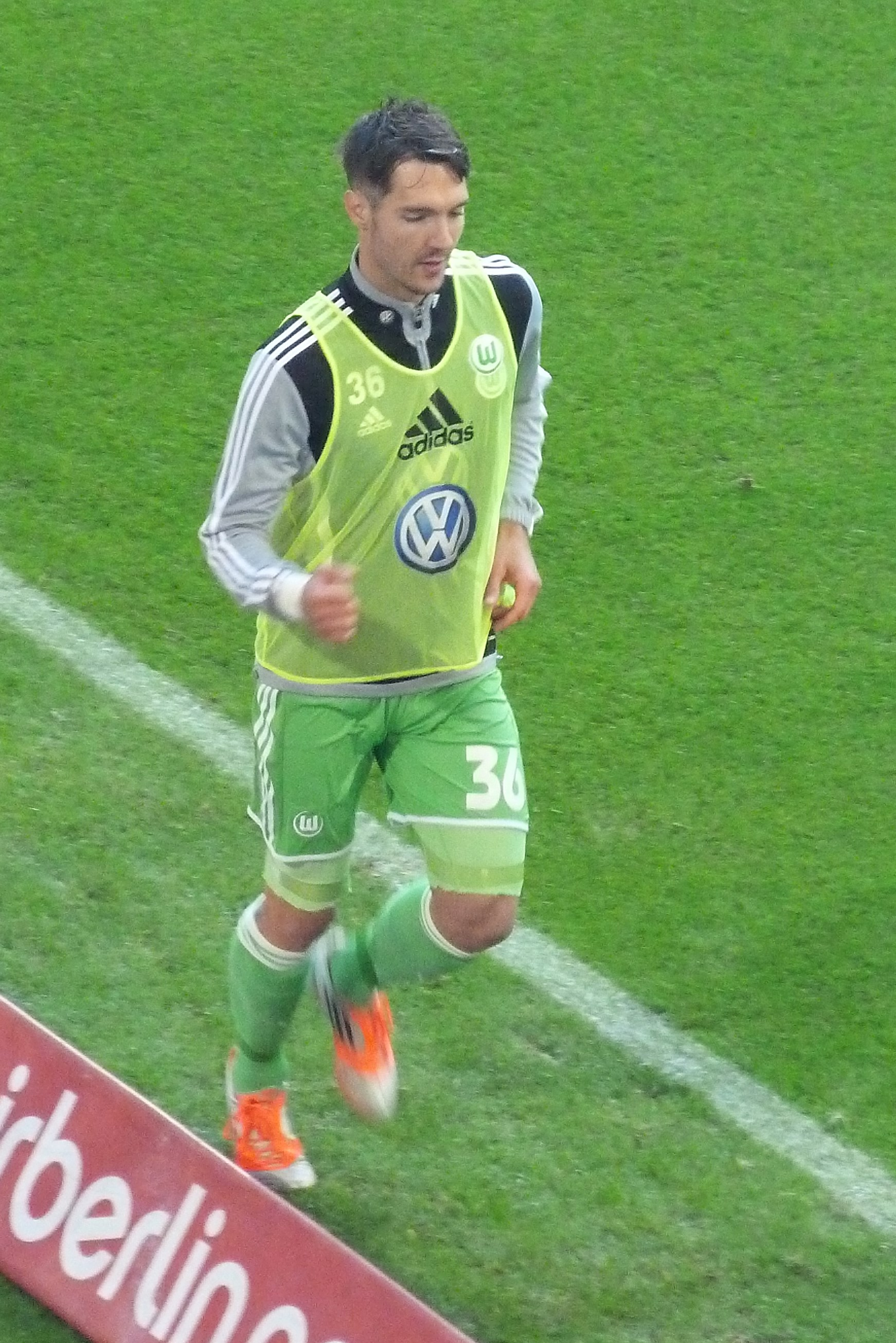
Lakić beim Aufwärmen in Wolfsburg (2012)

Zur Saison 2011/12 wechselte Lakić ablösefrei zum VfL Wolfsburg und unterschrieb einen Vertrag über vier Jahre. Sein Debüt hatte er im DFB-Pokal am 29. Juli 2011 bei der 2:3-Niederlage gegen RB Leipzig, zu der er das Tor zum 1:2 beisteuerte. Seinen ersten Einsatz in der Bundesliga absolvierte Lakić bei der 0:1-Niederlage gegen den FC Bayern München am 13. August 2011, als er in der 88. Minute für Patrick Helmes eingewechselt wurde.
In den folgenden Spielen kam Lakić zwar häufiger zum Einsatz, jedoch konnte er nicht überzeugen; so spielte er in den letzten acht Partien nur zweimal und stand in den letzten drei Partien vor der Winterpause nicht im Kader.

#### Leihe zur TSG 1899 Hoffenheim
Aus diesem Anlass wurde Lakić in der Winterpause an die TSG 1899 Hoffenheim verliehen. Er sollte den zum VfB Stuttgart abgewanderten Vedad Ibišević ersetzen. Anfang März stoppte ihn eine Zerrung des vorderen Kreuzbandes im rechten Knie. Er gab daher erst am 7. April 2012 beim 2:1-Auswärtssieg gegen den 1. FC Kaiserslautern sein Comeback. In der Folge kam Lakić nicht mehr über die Rolle des Reservisten hinaus. Er kehrte zum Saisonende nach Wolfsburg zurück.

#### Leihe zu Eintracht Frankfurt
Nachdem er in der Hinrunde kaum zum Einsatz gekommen war, wechselte er zu Beginn der Rückrunde 2012/13 bis zum 30. Juni 2014 auf Leihbasis zu Eintracht Frankfurt. In seinem ersten Spiel für die Frankfurter erzielte er beim 2:0-Auswärtssieg beim Hamburger SV beide Tore; bis zum Saisonende folgten zwei weitere Treffer.

### Rückkehr nach Kaiserslautern
Am 31. Januar 2014 wurde Lakićs noch bis zum 30. Juni 2015 laufender Vertrag mit dem VfL Wolfsburg aufgelöst und er kehrte in die 2. Bundesliga zum 1. FC Kaiserslautern zurück. Er unterschrieb einen bis zum Ende der Saison 2013/14 laufenden Vertrag mit einer automatischen Laufzeitverlängerung nach einer bestimmten Anzahl von Einsätzen. Am Ende der Saison verlängerte sich die Vertragslaufzeit entsprechend  der Klausel. Ende August 2014 wurde Lakić als neuer Mannschaftskapitän bestimmt. Am 4. Oktober 2014 erzielte er im Spiel gegen den Karlsruher SC sein 50. Pflichtspieltor für den FCK und ist damit erfolgreichster Torschütze der Lauterer seit Miroslav Klose (52 Tore), der bis 2004 beim FCK aktiv war.

### SC Paderborn 07
In der Winterpause 2014/15 verpflichtete der SC Paderborn 07 Lakić. Er erhielt einen bis zum 30. Juni 2016 laufenden Vertrag mit Option für eine weitere Spielzeit. Nach dem Abstieg des SC Paderborn aus der zweiten Liga beendete er seine Karriere als Fußballprofi im Juli 2016.

## Nationalmannschaft
Lakić absolvierte 2005 drei Spiele für die kroatische U21 bei der Qualifikation für die U21-Europameisterschaft 2006 in Portugal. Am 4. November 2010 nominierte der kroatische Nationaltrainer Slaven Bilić ihn für das EM-Qualifikationsspiel gegen Malta erstmals für die kroatische Nationalmannschaft. Er blieb jedoch ohne Einsatz.

## Erfolge
- Meister der 2. Bundesliga 2010 und Aufstieg in die 1. Bundesliga mit dem 1. FC Kaiserslautern
- Torschützenkönig des DFB-Pokals 2010/11